# Office de la formation professionnelle et de la promotion du travail
 (décembre 2014).
Si vous disposez d'ouvrages ou d'articles de référence ou si vous connaissez des sites web de qualité traitant du thème abordé ici, merci de compléter l'article en donnant les références utiles à sa vérifiabilité et en les liant à la section « Notes et références ».
L'Office de la formation professionnelle et de la promotion du travail (OFPPT) est un opérateur public en formation professionnelle, couvrant le territoire marocain. Il a une capacité d'accueil de plus de 500 000 stagiaires dans 187 filières diplômantes et 133 qualifiantes.

## Formation initiale

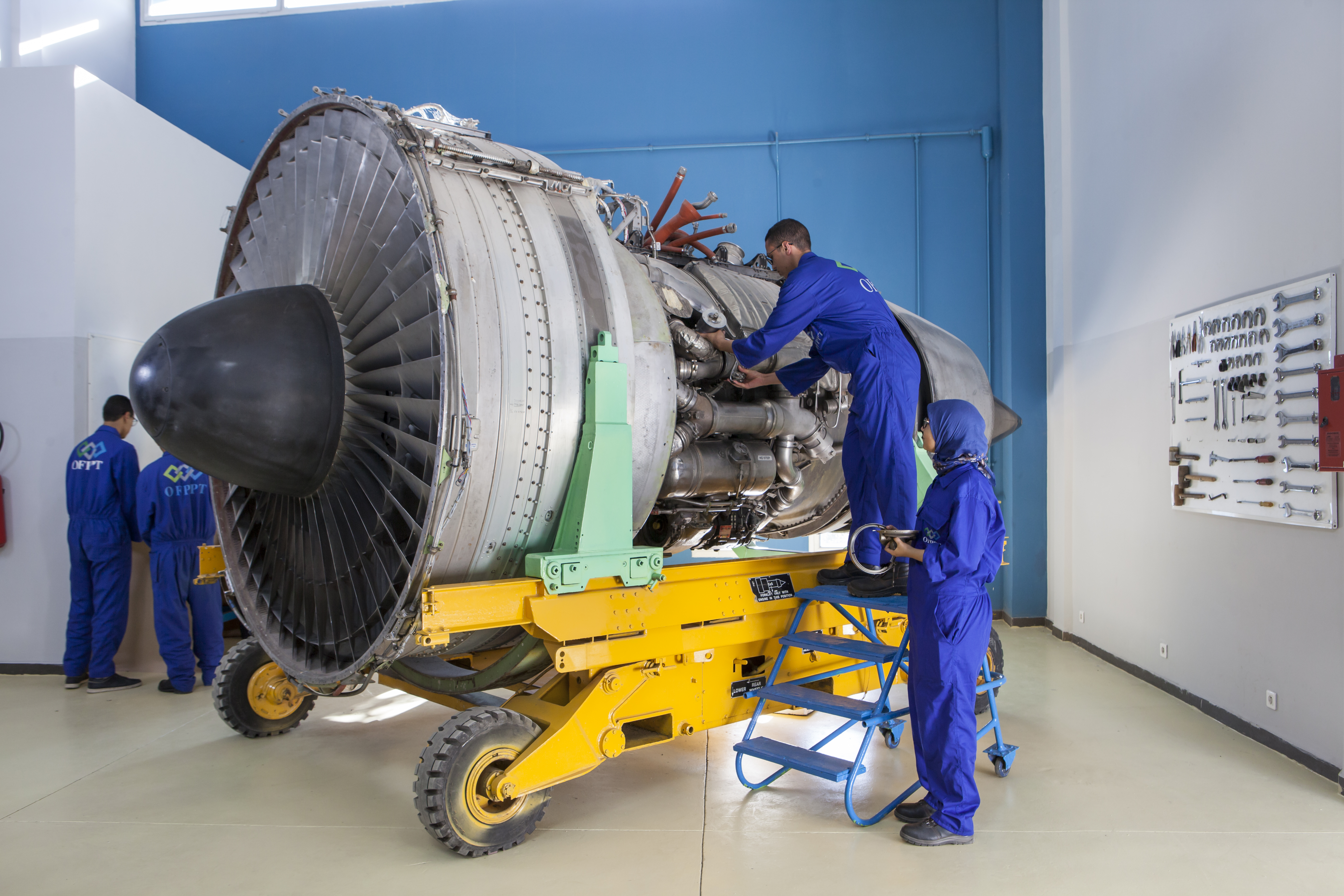
ISMALA - L'Institut Spécialisé des Métiers de l'Aéronautique et la Logistique Aéroportuaire

L'OFPPT avait une capacité d'accueil de 544 000 places pédagogiques en 2017/2018, répartie sur cinq niveaux :
- Technicien Spécialisé (formation de 2 ans accessible aux bacheliers, licenciés ou stagiaires bénéficiant du système de passerelles)[1] ;
- Bac Pro (accessible aux élèves à partir de l'année du tronc Commun) ;
- Technicien (formation de 2 ans, accessible aux élèves du niveau Bac ou stagiaires bénéficiant du système de passerelles) ;
- Qualification (formation de 18 mois ou 24 mois, accessible aux élèves de la 3e année du collège) ;
- Spécialisation (formation accessible à partir de la 6e année primaire).

L'OFPPT assure également des formations qualifiantes de plus 146 000 places pédagogiques, en plus du parcours collégial (accessible aux élèves à partir de la 6e année primaire).